# Вествуд (Мічиган)
Вествуд (англ. Westwood) — переписна місцевість (CDP) в США, в окрузі Каламазу штату Мічиган. Населення — 9621 особа (2020).

## Географія
Вествуд розташований за координатами 42°18′11″ пн. ш. 85°37′43″ зх. д. / 42.30306° пн. ш. 85.62861° зх. д. (42.303033, -85.628649).  За даними Бюро перепису населення США в 2010 році переписна місцевість мала площу 7,39 км², уся площа — суходіл.

## Демографія
Згідно з переписом 2010 року, у переписній місцевості мешкали 8653 особи в 4171 домогосподарстві у складі 1941 родини. Густота населення становила 1170 осіб/км².  Було 4545 помешкань (615/км²).
Расовий склад населення:
| - 82,1 % — білих - 11,5 % — чорних або афроамериканців - 1,8 % — азіатів - 0,3 % — корінних американців - 1,1 % — осіб інших рас |

До двох чи більше рас належало 3,1 %. Частка іспаномовних становила 2,7 % від усіх жителів.
За віковим діапазоном населення розподілялося таким чином: 16,0 % — особи молодші 18 років, 68,3 % — особи у віці 18—64 років, 15,7 % — особи у віці 65 років та старші. Медіана віку мешканця становила 32,1 року. На 100 осіб жіночої статі у переписній місцевості припадало 94,5 чоловіків;  на 100 жінок у віці від 18 років та старших — 90,7 чоловіків також старших 18 років.
Середній дохід на одне домашнє господарство  становив 59 765 доларів США (медіана — 44 738), а середній дохід на одну сім'ю — 71 021 долар (медіана — 58 984). Медіана доходів становила 44 841 долар для чоловіків та 40 633 долари для жінок. За межею бідності перебувало 16,9 % осіб, у тому числі 23,0 % дітей у віці до 18 років та 5,2 % осіб у віці 65 років та старших.
Цивільне працевлаштоване населення становило 5235 осіб. Основні галузі зайнятості: освіта, охорона здоров'я та соціальна допомога — 29,8 %, роздрібна торгівля — 14,7 %, мистецтво, розваги та відпочинок — 13,7 %.